# Марељо
Марељо (итал. Magreglio) је насеље у Италији у округу Комо, региону Ломбардија.
Према процени из 2011. у насељу је живело 645 становника. Насеље се налази на надморској висини од 749 м.

## Становништво
Према резултатима пописа становништва 2011. у општини је живело 645 становника.
| 1936. | 1951. | 1961. | 1971. | 1981. | 1991. | 2001. | 2011. |
| ----- | ----- | ----- | ----- | ----- | ----- | ----- | ----- |
| 256   | 263   | 310   | 322   | 312   | 348   | 459   | 645   |

## Партнерски градови
- Фридберг